# Henri Gervex

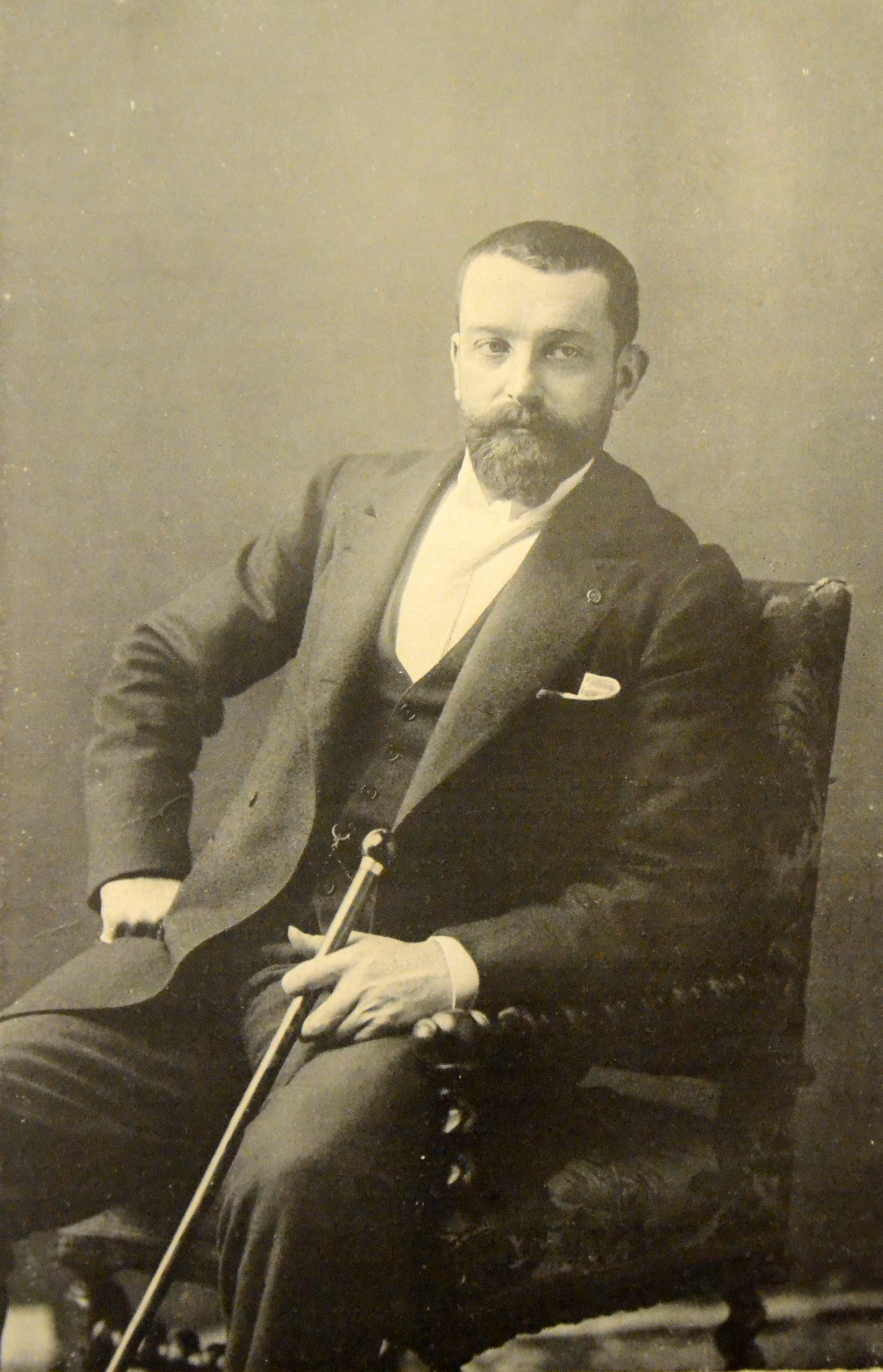
Henri Gervex en 1902.

Henri Gervex (París, 10 de diciembre de 1852 - 7 de junio de 1929) fue un pintor francés, que estudió con Alexandre Cabanel, Pierre-Nicolas Brisset y Eugène Fromentin.
Sus primeros trabajos pertenecen casi exclusivamente al género mitológico. Su Rolla de 1878, basado en un poema de Alfred de Musset, fue rechazado por el jurado del Salón de París por "inmoral", al representar una escena de una prostituta desnuda después de tener relaciones sexuales con su cliente. 
Más tarde, Gervex siguió las representaciones de la vida moderna y logró éxito con La Operación, una paráfrasis modernizada de la Lección de anatomía del Dr. Nicolaes Tulp de Rembrandt.
Recibió encargos importantes para pintar y decorar  los edificios públicos. Entre sus pinturas están la Distribución de Premios (1889) en el Palais de l'Industrie, La Coronación de Nicolás II, Los banquetes de los alcaldes (1900), y el retrato de grupo La République Française, y en las obras decorativas destacan, Salle des Fêtes at the hotel de yule, París, y los paneles decorativos pintados, junto con Blanchon, para la 19 división administrativa de París. También pintó, con Alfred Stevens, Panorama du Siècle (1889). En Luxemburgo pintó Sátiros jugando con una Bacante, así como Los miembros del Jurado del Salón (1885).

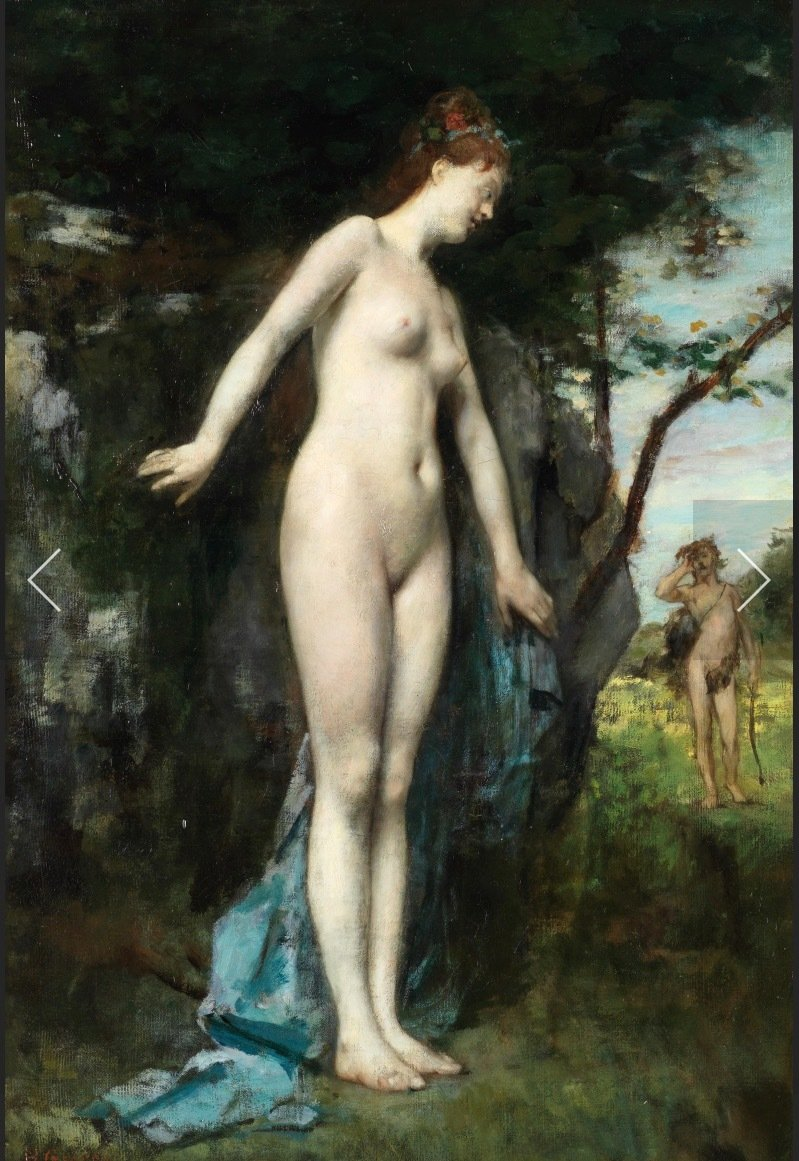
Diana y Acteón (1890).

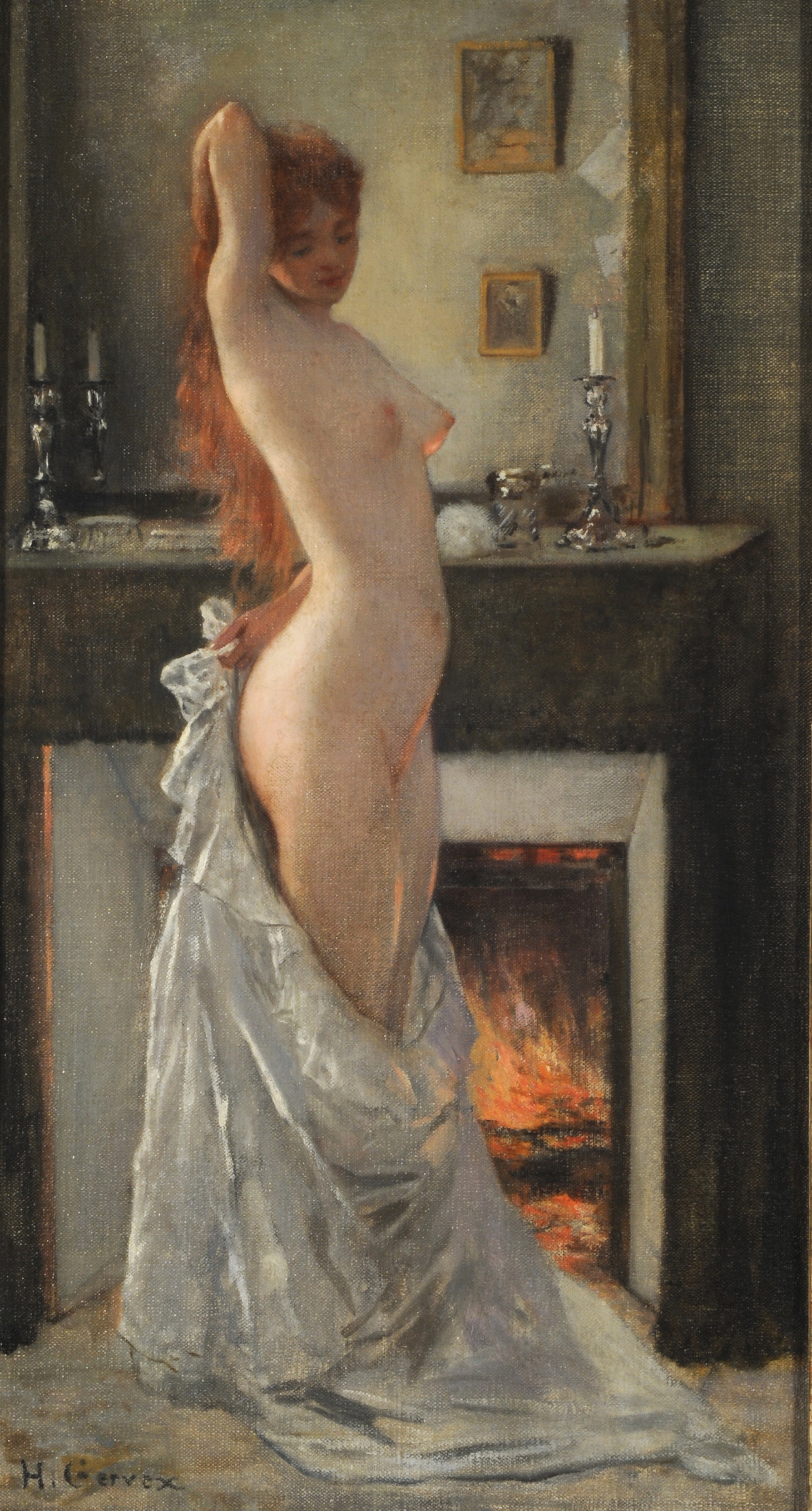
Parisina en su toilette.